# 13,25×92 мм SR
13,25×92SR T-Gewehr, 13x92HR Tankgewehr або 13 мм TuF-MG — перший в світі набій великого калібру, призначений для боротьби з броньованими цілями. Набій спочатку використовувався в протитанковій рушниці T-Gewehr і планувався для кулемета MG 18 TuF.

## Історія
13-мм великокаліберний набій створювався фірмою Polte з Магдебурга для гвинтівки нового класу (ПТР), призначеної для протидії англійським танкам, що з'явилися ближче до кінця війни. Оскільки звичайна артилерія і міни були незручні для боротьби з такими рухомими цілями, то була спроєктована гвинтівка великого калібру під спеціальний потужний набій здатний пробивати 20-мм бронелисти. Набій послужив прикладом для американців, які сконструювали .50 BMG (який нагадував збільшений .30-06). Американці не захотіли повністю копіювати німецький 13 mm T-Gewehr patrone через наявність виступаючого фланця, який створював проблеми для автоматичної зброї.
У 30-ті роки гвинтівка і набій використовувалися німцями для випробувань при відпрацюванні нових конструкцій фосфорних запальних, бронебійно-запальних та інших великокаліберних куль спеціального призначення.